# Діденко Раїса Тимофіївна
Раїса Тимофіївна Діденко (нар. 15 травня 1935) — українська радянська діячка, 1-й секретар Антрацитівського райкому КПУ Ворошиловградської (Луганської) області. Член Ревізійної комісії КПУ в лютому 1976 — лютому 1981 року. Кандидат у члени ЦК КПУ в лютому 1981 — лютому 1986 року.

## Біографія
Освіта вища. Член КПРС з 1959 року.
На 1974 рік —  2-й секретар Антрацитівського районного комітету КПУ Ворошиловградської області.
У 1975—1985 роках — 1-й секретар Антрацитівського районного комітету КПУ Ворошиловградської області.
Потім — на пенсії в місті Луганську.

## Нагороди
- ордени
- медалі